# Hrobky bugandských králů v Kasubi
Hrobky bugandských králů v Kasubi se nacházely na kopci Kasubi v Kampale, hlavním městě Ugandské republiky. V roce 2001 byly zapsány na Seznam světového dědictví UNESCO. Hrobka byla 16. června 2010 v 20:30 místního času téměř úplně zničena požárem. Příčiny požáru doposud nebyly objasněny.
Královské hrobky byly postaveny v roce 1881. Sloužily k pohřbívání kabaků (králů) Bugandského království. Jsou v nich pohřbeni následující králové:
- Mutesa I. (1835–1884)
- Mwanga II. (1867–1903)
- Daudi Chwa II. (1896–1939)
- Edward Mutesa II. (1924–1969).

Královské hrobky v Kasubi se staly významnou kulturní a duchovní institucí Bugandy, stejně jako proslulou turistickou atrakcí Kampaly.